# Caius Iulius Caesar (történetíró)
Caius Iulius Caesar (vagy Gaius Julius Caesar) (Kr. e. 1. század) római történetíró

## Élete
Életéről szinte semmit sem tudunk. Ókori források szerint görög nyelven készítette el Róma történelmének leírását, de a munkának még töredékei sem maradtak fenn. Öltözködés közben, hirtelen halt meg.